# Pablo Simonetti
Pablo Javier Simonetti Borgheresi (Santiago de Xile, 7 de desembre de 1961) és un escriptor xilè i activista en favor dels drets de les minories sexuals. Membre del Taller Literari de Gonzalo Contreras, va saltar a la fama amb el seu conte testimonial Santa Lucía, que va resultar guanyador del premi de la revista Paula.

## Biografia
Fill de Renato Francisco Simonetti Camaggi i María Victoria Eliana Borgheresi Ramírez (va ser paisatgista i autora de tres llibres de jardineria), va néixer en el si d'una família d'ascendència italiana, i era el petit de cinc germans.
Va estudiar a l'Institut d'Humanitats Luis Campino; el 1984 es va titular d'enginyer civil a la Universitat Catòlica i posteriorment va obtenir un màster en enginyeria econòmica de la Universitat Stanford.

## Carrera literària
A partir de 1996, es consagra a la literatura i ja a l'any següent guanya el concurs de contes de la revista Paula, amb el qual s'ha convertit en el més conegut dels seus relats, Santa Lucía.
El 1999 publica a Alfaguara el seu primer llibre, Vidas vulnerables, una recopilació de contes que va obtenir la menció especial del Premi Municipal de Santiago i que inclou el premiat per Paula. La seva primera novel·la, Madre que estás en los cielos, surt amb Planeta el 2004 i es converteix en un èxit de vendes a Xile que ha estat traduït a diversos idiomes. Després han aparegut les novel·les La razón de los amantes (2007) i La barrera del pudor (2009), aquesta última a Norma.

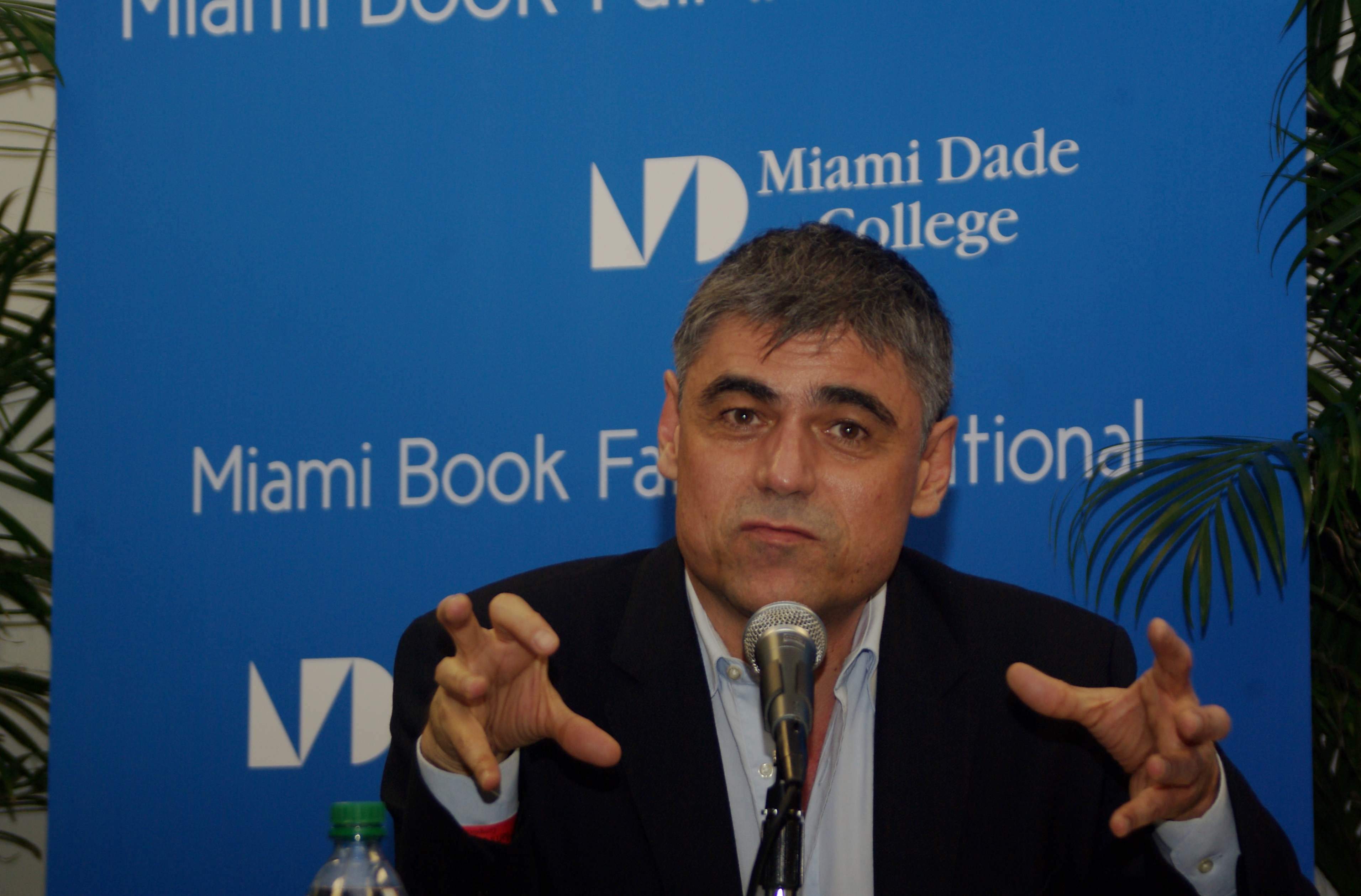
Simonetti a Fira Internacional del Llibre de Miami el 2014

L'11 d'abril de 2011 va debutar com a presentador d'un espai de literatura a CNN Chile denominat Letras Privadas, en el qual l'entrevistat comentava un llibre de la seva elecció. El programa es va emetre fins a cap d'any. A finals de 2011, Simonetti va signar un contracte amb Alfaguara per publicar la seva nova novel·la el 2012, segell que reeditarà també els seus tres anteriors. El 2016 Emilia Noguera va adaptar al teatre la novel·la breu de Simonetti Jardín, una obra que es va estrenar el 2016 en el Teatre de la Universitat Catòlica sota la direcció d'Héctor Noguera.
Les seves obres han estat traduïdes a diverses llengües. Col·labora en els diaris El Mercurio i La Tercera i participa en programes culturals de ràdio i televisió. Entre les seves activitats acadèmiques, ofereix un taller avançat de narrativa i imparteix xerrades en diverses universitats, biblioteques, seminaris i fires del llibre. Ha estat membre del jurat de diversos concursos literaris.

## Vida privada i activisme
Simonetti ha declarat públicament la seva homosexualitat. Enmig de la discussió per a l'extensió de drets a parelles homosexuals, Simonetti es va presentar davant la Comissió de Constitució del Senat de Xile defensant el dret a permetre el matrimoni entre persones del mateix sexe.
És un dels promotors de la Fundació Iguales, que busca "la plena igualtat de drets de la diversitat sexual" i, com una de les seves portaveus, ha participat en els debats del projecte de Llei d'acord de vida en parella. "La nostra finalitat és treballar per la igual dignitat de totes les persones a Xile i el reconeixement legal de l'amor", diu Simonetti.
En una entrevista a la revista Caras, Simonetti va revelar l'octubre de 2014 que la seva parella era, des de quatre anys enrere, l'artista José Pedro Godoy. Godoy ha il·lustrat la novel·la curta Jardín.

## Obres
| Any  | Títol                         | Editorial | Altres |
| ---- | ----------------------------- | --------- | --- |
| 1999 | Vidas vulnerables             | Alfaguara | Contes. El 2005 va publicar una versió corregida i augmentada. Conté 12 relats: Santa Lucía; Los jardines del Bóboli; Bodas de oro; Final de finales; El baile; Desde el silencio; Amor virtual; Impar; Sin compasión; Nevada; Peter Faraday; y El collar de corales |
| 2004 | Madre que estás en los cielos | Planeta   | Novel·la |
| 2007 | La razón de los amantes       | Planeta   | Novel·la |
| 2009 | La barrera del pudor          | Norma     | Novel·la |
| 2013 | La soberbia juventud          | Alfaguara | Novel·la |
| 2014 | Jardín                        | Alfaguara | Novel·la |